# Reichsbahn SG Stettin
Die Reichsbahn SG Stettin war ein Sportverein im Deutschen Reich mit Sitz in der heute polnischen Stadt Stettin.

## Geschichte

### Fußball
In der Saison 1937/38 nahm die RSG durch den Aufstieg aus der 1. Kreisklasse erstmals an der Bezirksklasse Pommern teil und wurde dort in die Bezirksklasse West eingegliedert. Zu dieser Zeit nahem der Verein noch unter dem Namen RTSV Stettin teil. In ihrer ersten Saison erreicht die Mannschaft mit 27:13 Punkten am Ende den dritten Platz. Zur nächsten Saison wurde dann der Name RSG angenommen und die Mannschaft erreichte nach 24 Spielen den fünften Platz, mit 50:49 Toren herrschte in dieser Saison ein fast ausgeglichenes Torverhältnis. In der Saison 1939/40 wurde die Liga in 1. Klasse Pommern umbenannt. Am Ende dieser Saison belegte die RSG mit 4:14 Punkten nur noch den sechsten Platz, da der TV Jahn Odermünde sich aber im April 1940 schon zurückzog, gab es sowieso keinen Absteiger. Nach der Saison 1940/41 verbesserte sich der Verein leicht und kam nach zehn gespielten Spielen und 6:14 Punkten auf den fünften Platz. Am Ende der Saison 1941/42 standen dann 15:17 Punkte auf der Tabelle, was wieder einmal den fünften Platz bedeutete. In der wiederum darauf folgenden Saison war es dann nur noch der siebte Platz nach 14 gespielten Spielen und 9:19 Punkten. Die letzte Saison in der zweiten Liga sollte für die RSG nach 21 Spielen auf dem 10. Platz und 14:28 Punkten zu Ende gehen.
Zur Saison 1944/45 wurden alle Vereine die noch am Spielbetrieb teilnehmen konnten in die Gauliga Pommern eingeteilt und dort in sogenannte Sportkreisgruppen eingegliedert. Die Gruppe Stettin des Abschnitt West wurde der RSG zugeteilt, welche in dieser Saison allerdings eine Kriegsspielgemeinschaft mit dem Vfl Stettin einging. Nach sieben absolvierten Spielen wurde dann abgebrochen, die gemeinsame KSG stand zu dieser Zeit auf dem vierten Platz mit 6:8 Punkten. Spätestens am Ende des Zweiten Weltkriegs wurde der Verein dann auch aufgelöst.

### Handball
In der Saison 1939/40 konnte die RSG als Meister der Bereichsklasse II Pommern an der Endrunde zur deutschen Feldhandball-Meisterschaft teilnehmen. Schon in der Ausscheidungsrunde unterlag die Mannschaft allerdings dem ATV Berlin mit 2:11 und schied damit aus.